# North Broughton Island
North Broughton Island ist eine Insel zwischen dem Festland der kanadischen Provinz British Columbia und der vorgelagerten Insel Vancouver Island. North Broughton Island gehört zur Inselgruppe des Broughton-Archipels und liegt im Regional District of Mount Waddington. Außerdem wird die Insel dem Great Bear Rainforest zugerechnet.
Offizielle Gemeinden gibt es auf der Insel nicht. Daher ist die Insel auch nicht mit einer öffentlichen Fähre erreichbar. Im Norden der Insel findet sich jedoch eine kleinere Ansiedlung, „Sullivan Bay“, mit einem Wasserflugplatz, dem „Sullivan Bay Water Aerodrome“ (IATA-Code: YTG, TC-LID: CAV5).

## Lage
Die Insel liegt am östlichen Ende der Königin-Charlotte-Straße und innerhalb des Broughton-Archipels im Nordwesten.
Nach Nordwesten trennt die Wells Passage und nach Nordosten der Sutlej Channel die Insel vom Festland, hier den Küstenbergen der Northern Pacific Ranges. Außerdem münden nördlich der Insel der Grappler Sound und der Mackenzie Sound ins Meer. Südlich der Insel, durch den Greenway Sound und die Carter Passage getrennt, liegt Broughton Island.

## Namensherkunft
North Broughton Island wurde, ebenso wie der Broughton-Archipel, die Broughton-Straße und andere Orte der Region, im Jahr 1792 von George Vancouver benannt, als er bei seiner Erkundungsreise durch den pazifischen Nordwesten mit den Schiffen HMS Discovery und HMS Chatham die Region erreichte. Vancouver benannt dabei die drei genannten Orte nach dem Kommandanten der HMS Chatham, dem britischen Marineoffizier William Robert Broughton.